# 普羅瓦迪亞河

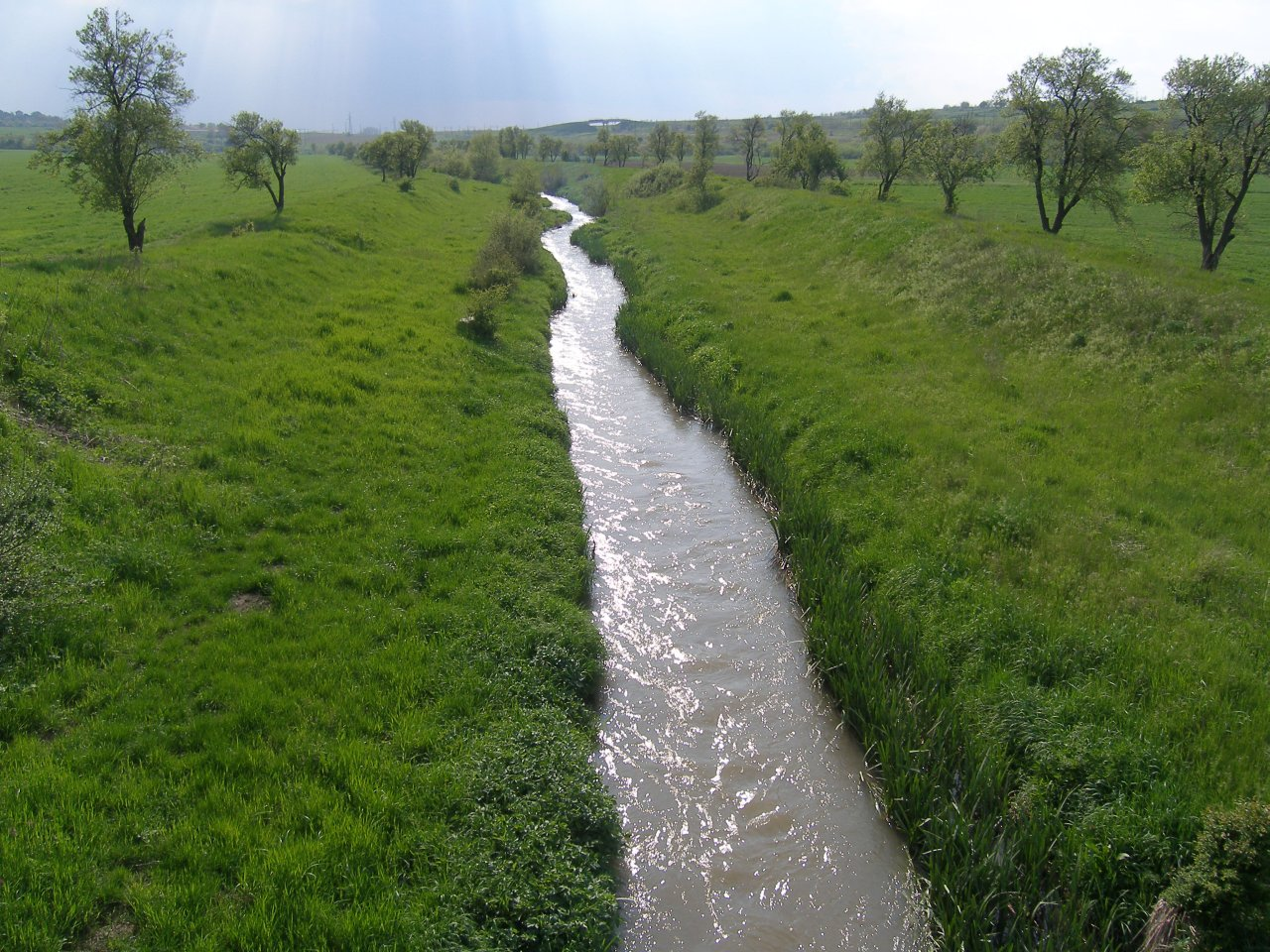

普羅瓦迪亞河是保加利亞的河流，位於該國東北部，河道全長119公里，流域面積2,132平方公里，發源自普羅瓦迪亞東南面4公里的盧多戈里耶。